# Northolt
Northolt är en ort i Storbritannien.   Den ligger i Greater London (sedan 1965) och riksdelen England, i den södra delen av landet, i London Borough of Ealing 17 km väster om Londons centrum. Northolt ligger 41 meter över havet och antalet invånare är 26 000.
Terrängen runt Northolt är platt, och sluttar söderut. Runt Northolt är det mycket tätbefolkat, med 3 022 invånare per kvadratkilometer. Närmaste större samhälle är City of London, 19,5 km öster om Northolt. Runt Northolt är det i huvudsak tätbebyggt.
Kustklimat råder i trakten. Årsmedeltemperaturen i trakten är 10 °C. Den varmaste månaden är juli, då medeltemperaturen är 20 °C, och den kallaste är januari, med 2 °C.